# Lucjan (patriarcha serbski)
Lucjan, imię świeckie Lazar Bogdanović (ur. 10 maja 1867 w Baji, zm. 1 września 1913 w Bad Gastein) – serbski biskup prawosławny, ostatni patriarcha karłowicki.

## Życiorys
Na patriarchę karłowickiego został wybrany we wrześniu 1908, ponad rok po nieoczekiwanej śmierci patriarchy Jerzego. Jego elekcji dokonał trzeci z kolei sobór cerkiewno-ludowy. Kandydat wskazany na pierwszym soborze, biskup vršacki Jerzy, nie został zaakceptowany przez władze austro-węgierskie i nie mógł tym samym objąć urzędu. Wybrany jako drugi biskup Baczki Mitrofan odmówił przyjęcia katedry. Lucjan (Bogdanović), który był biskupem budzińskim, a od kwietnia 1908 także administratorem wakującej metropolii karłowickiej, został wybrany jako patriarchę jako trzeci 22 września 1908. Trzy dni później odbyła się jego uroczysta intronizacja.
W okresie sprawowania przez Lucjana urzędu rząd węgierski odwołał szereg zarządzeń regulujących do tej pory funkcjonowanie patriarchatu karłowickiego, likwidując faktycznie autonomię serbskich instytucji religijnych na terytorium Austro-Węgier. Patriarcha nie był w stanie się temu przeciwstawić.
Dobrze wykształcony, patriarcha Lucjan uważany jest również za dobrego gospodarza. Utworzył synodalny fundusz, gromadzący środki na bieżącą działalność struktur cerkiewnych oraz na wspieranie serbskich parafii i szkół. Wspierał serbskie szkolnictwo.
Patriarcha Lucjan zginął w niewyjaśnionych okolicznościach w Bad Gastein, gdzie przebywał na leczeniu, we wrześniu 1913. Jego zmasakrowane ciało odnaleziono dopiero w październiku.